# تاكاهيرو أوباتا
تاكاهيرو أوباتا (小畑貴裕 أوباتا تاكاهيرو) هو ملحن ياباني ولد في 1984 في طوكيو.

## أعماله في الدراما اليابانية
- أنشطة النادي، ألا يجب أن أحبها؟
- ميرور توينز (بالتعاون مع يوكي هاياشي)

## أعماله في الأنمي

### مسلسلات أنمي تلفزيونية
- نيفرلاند الموعودة
- كيف تصبح شخصا عاديا

### أفلام أنمي
- باندورا و أكوبي

## وصلات خارجية
- تاكاهيرو أوباتا على موقع ميوزك برينز (الإنجليزية)